# Psalistops nigrifemuratus
Psalistops nigrifemuratus is een spinnensoort uit de familie Barychelidae. De soort komt voor in Brazilië.